# Hladkosrstý retrívr
Hladkosrstý retrívr, též flat coated retrívr (anglicky Flat coated retriever), je psí plemeno pocházející z Anglie. Dle řazení Mezinárodní kynologické federace (FCI) patří do skupiny slídiči, retrívři a vodní psi. Bývá využíván jako aktivní společník i lovecký pes.

## Historie

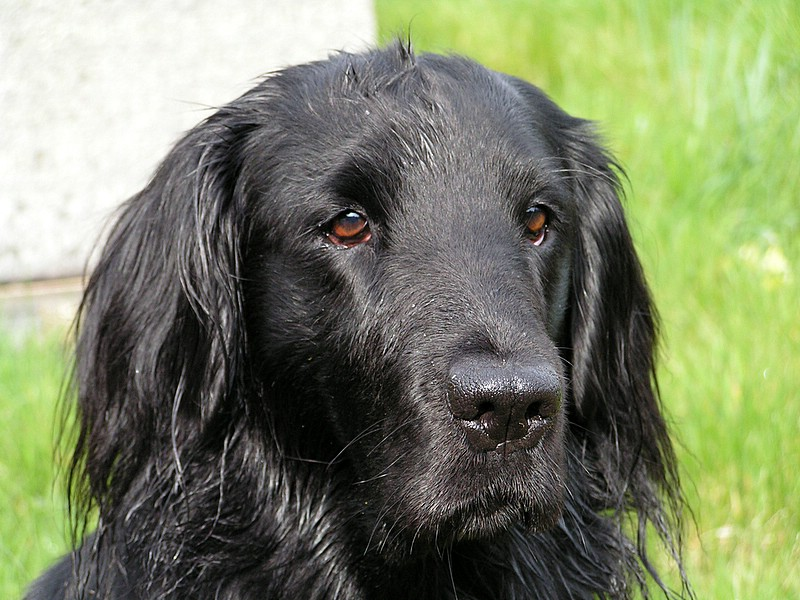
Hlava hladkosrstého retrívra

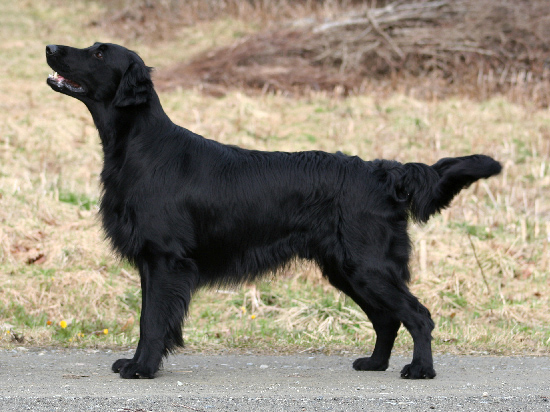
Výstavní postoj

Hladkosrstý retrívr se vyvinul v Anglii a to v 19. století křížením novofoundlandského psa, labradorského retrívra a irského setra a nejspíše i border kolie. Není přesně znám důvod, proč bylo toto plemeno vyšlechtěno, ale používalo se k lovům nebo jako přinašeč sestřelených ptáků z vody. Oficiální a aktuální standard byl vydán až v roce 2009, do této doby prošlo plemeno mnohými změnami. Dnes se využívají jako canisterapeuti, záchranáři, lovci, nebo jen jako společník.
První jedinec plemene byl do Česka dovezen v 80. letech 20. století a to z Anglie. Ten ale nebyl ani zapsán do plemenné knihy, ani se nestal plemeníkem. První zaregistrovaný hladkosrstý retrívr v Česku byla fena Kajta Mimojska. Jednalo se o fenu narozenou ve Slovinsku, ale švýcarským rodičům. Její první vrh byl ale zklamáním; z vrhu přežili pouze dva psi, fenka později umřela. Naopak druhý Kajtin vrh byl téměř přelomový; jejích pět dcer se stalo zakladatelkami současného chovu hladkosrstých retrívrů v Česku. Jejich otcem byl Swalowsflight Black Xenios. Bylo ale nutno rozšířit základnu, proto byli, především z Dánska, dovezeni další psi. V Česku působí dokonce dva kluby specializující se na toto plemeno; Klub chovatelů loveckých slídičů (KCHLS) a Retriever klub (RK).

## Vzhled
Hladkosrstý retrívr je elegantní, bystrý a aktivní pes střední velikosti s inteligentním výrazem a dobře osvaleným tělem. Srst, která pokrývá celé tělo, je hustá, jemná a na dotek hladká. Na ocasu tvoří prapor a na uších krátké volánky. Povolené je pouze hnědé a černé zbarvení. Psi měří v kohoutku 59 až 61,5 cm, jejich hmotnost je 27 až 36 kg. U fen je výška v kohoutku 56,5 až 59 cm a hmotnost 25 až 32 kg.
Hlava je dlouhá a poměrně lehká, také úzká. Mozkovna plochá, široká, stop mírně vyznačený. Uši jsou malé a dobře nasazené, nesené ploše přilehlé ke stranám hlavy. Oči střední velikosti s tmavě nebo oříškově hnědými duhovkami a inteligentním výrazem. Nosní houba vždy černá s dobře otevřenými nozdrami. Čelisti jsou dlouhé, zuby silné a s kompletním nůžkovým skusem. Krk je dobře posazený mezi lopatkami, přiměřené délky a bez laloku. Hřbet je dlouhý, poměrně široký, dobře osvalený, žebra dobře klenutá. Na hřbet harmonicky navazuje krátký a rovný ocas s výrazným praporem. Nohy jsou přiměřené dlouhé, osvalené a zakončené kulatými tlapkami s černými drápky.

## Povaha
Skvěle vyrovnané a přátelské plemeno. Neútočí, není agresivní a je to ideální rodinný pes; lehce se cvičí, je bystrý a inteligentní a k tomu všemu má ještě skvělý vztah k dětem i k jiným zvířatům. Přestože imponuje velikostí, není to dobrý hlídač. Má rád vodu a pohyb, je to skvělý aportér a oproti ostatním retrívrům má vyvinuté lovecké pudy. Handicap mohou někteří chovatelé vidět v tom, že se hladkosrstí retrívři mentálně vyvíjejí déle, než jiná psí plemena. Podobnou vlastnost mají například i hovawarti. Svoji rodinu miluje a odloučení od ní je pro něj velmi stresující. Obecně se dobře snáší s jinými psy, ať už s těmi menšími nebo většími. Má vyvinutý přirozený lovecký pud speciálně vůči vodním ptákům, která má sklony ulovit a posléze přinést majiteli. Tito společenští a hraví psi mají ke svému majiteli silný vztah a často si zvykají, že svoji radost projevují skákáním na ramena.

## Péče

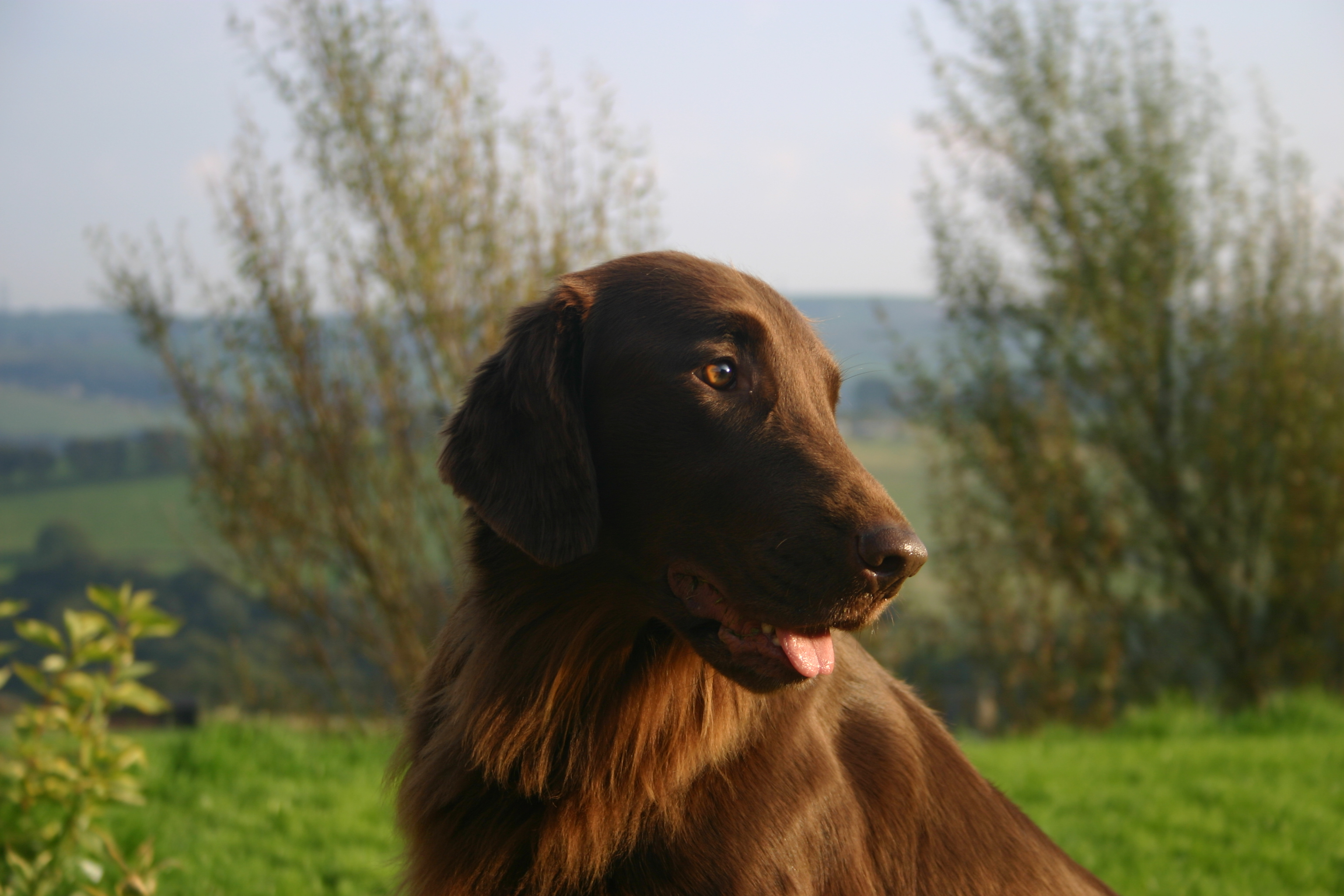
Hnědý hladkosrstý retrívr

Srst potřebuje každodenní kartáčování a pročesávání, není nutné zastřihovat. Neměla by se často mýt šamponem, protože by ztratila svoji přirozenou mastnotu, což by vedlo ke způsobení problémů s kůží. Drápky by se občas měly zastřihávat, do uší se nemusí nijak zasahovat. Jakožto lovecký pes potřebuje pohyb, ale nevyžaduje ho a je schopný se přizpůsobit majiteli.
O hladkosrstém retrívrovi se mluví jako o zdravém psím plemeni, které netrpí na dědičné choroby, což je zčásti pravda. Při vhodném výběru rodičů a samotného štěněte většinou nebývají zdravotní problémy, avšak u štěňat bez průkazu původu (PP) a u starších a hodně zatěžovaných jedinců je možné pozorovat dysplazii kyčelního kloubu. Jedná se o častou dědičnou poruchu, která vede k bolestivému pohybu psa a může být předzvěstí artritidy. Krom toho, že se může přenášet dědičně ale může být způsobena i tím, že bylo na mladé štěně vyvíjeno příliš nátlaku, především na jeho klouby, nebo proto, že je pes obézní. V zahraničních chovech je v současné době k vidění i šedý a zelený zákal. Na rozdíl od jiných dlouhosrstých plemen, hladkosrstí retrívři netrpí na tzv. hot spoty, tedy vlhké zapářky, které mohou způsobit až vypadání chlupů na onom místě.

## Možná záměna

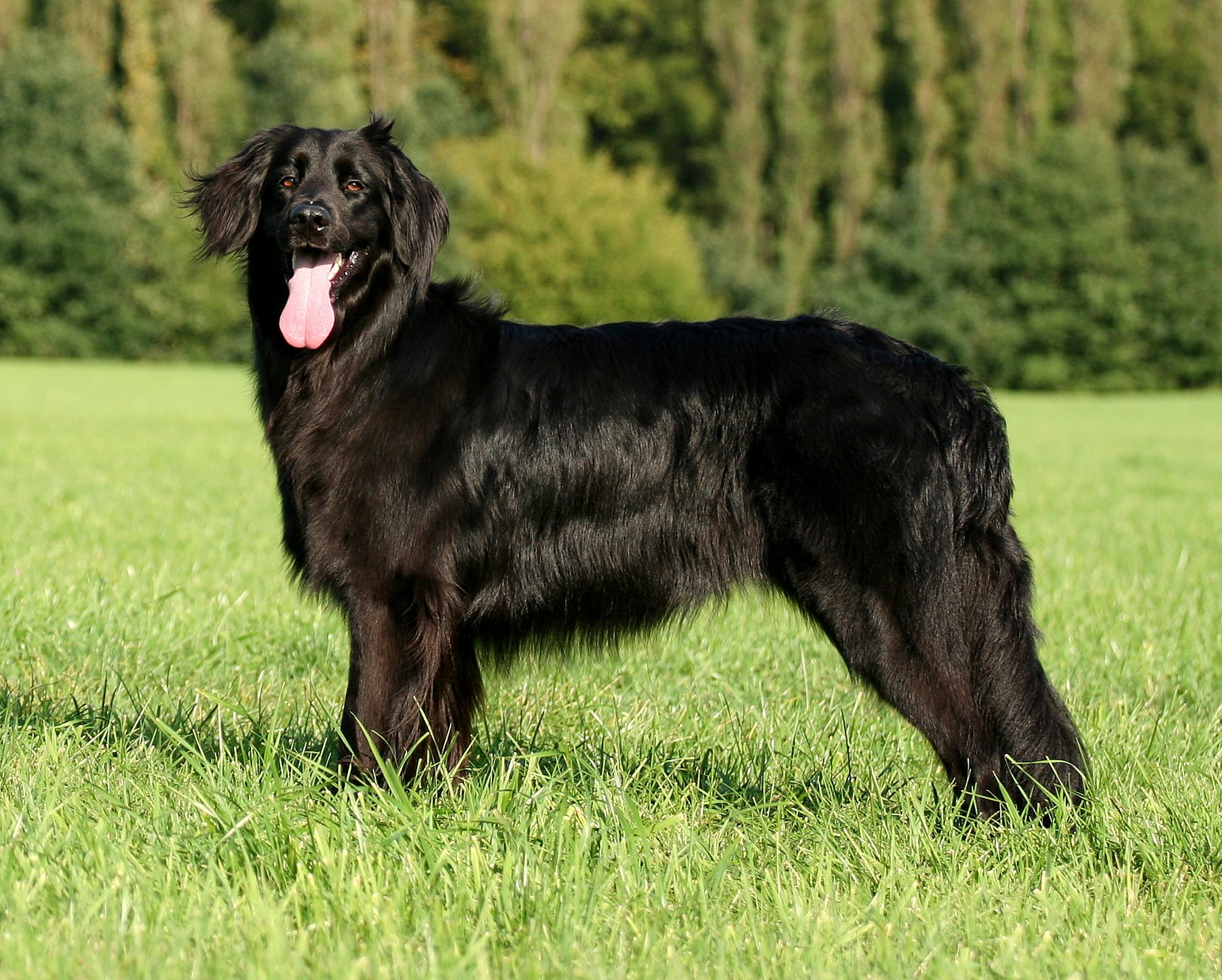
Celočerný hovawart je hladkosrstému retrívrovi velmi podobný

### Hovawart
Hovawart a hladkosrstý retrívr mají společný nejen vzhled, ale například i delší dobu mentálního dospívání. Lidé méně znalí psích plemen často považují hladkosrstého retrívra za hovawarta či naopak, především kvůli podobné výšce, váze, tělesným proporcím a typu srsti. Avšak tím nejdůležitějším faktorem pro rozeznávání těchto dvou plemen je barva srsti: nejčastěji viděnou barvou u hovawarta je černá s pálením, avšak hladkosrstý retrívr může být pouze jednobarevný a to černý nebo hnědý. Celočerní hovawarti se také vyskytují a jedná se o povolená, avšak v Česku vzácnější zbarvení. Pro znalce jsou také důležité proporce hlavy; hovawarti nemají hlavu tak úzkou a dlouhou, jako hladkosrstí retrívři.

### Zlatý retrívr
Pokud nepočítáme barvu srsti, pak je zlatý retrívr dalším plemenem, které se podobá hladkosrstému retrívrovi. Rozdíl tkví tedy především v barvě srsti; zlatí retrívři jsou buďto čistě bílí, zlatí nebo béžoví, avšak ani jedno z těchto zbarvení není u hladkosrstých povolené. Rozdíl je i v proporcích hlavy a také v nasazení uší; zlatý retrívr je má posazené výrazně výš. Ti také bývají těžší, avšak ve výšce v kohoutku jsou stejní.